# Teorema de Kruskal–Katona
En combinatoria algebraica, el teorema de Kruskal–Katona es una caracterización completa de los f-vectores de complejos abstractos simpliciales. Incluye como caso especial el teorema de Erdős–Ko–Rado, y además puede ser planteado en términos de hipergrafos uniformes. Está nombrado después de que Joseph Kruskal y Gyula O. H. Katona, pero ha sido independientemente descubierto por varios otros.

## Enunciado
Dados dos enteros positivos N e i, hay una manera única de expandir N como suma de coeficientes binomiales como sigue:
{\displaystyle N={\binom {n_{i}}{i}}+{\binom {n_{i-1}}{i-1}}+\ldots +{\binom {n_{j}}{j}},\quad n_{i}>n_{i-1}>\ldots >n_{j}\geq j\geq 1.}
Esta expansión puede ser construida aplicando un algoritmo voraz: dejamos que ni sea el máximo n tal que {\displaystyle N\geq {\binom {n}{i}},} reemplazamos N con la diferencia, i con i − 1, y repetimos hasta la diferencia termina siendo cero. Definimos
{\displaystyle N^{(i)}={\binom {n_{i}}{i}}+{\binom {n_{i-1}}{i-1}}+\ldots +{\binom {n_{j}}{j}}.}

### Enunciado para complejos simpliciales
Un vector integral {\displaystyle (f_{0},f_{1},...,f_{d-1})} es el f-vector de algún complejo simplicial {\displaystyle (d-1)}-dimensional sí y sólo si
{\displaystyle 0\leq f_{i}^{(i)}\leq f_{i-1},\quad 1\leq i\leq d-1.}

### Enunciado para hipergrafos uniformes
Sea A un conjunto que consta de N subconjuntos distintos de tamaño i de conjunto fijo U ("el universo") y sea B el conjunto de todos los subconjuntos con {\displaystyle (i-r)} elementos dentro de los conjuntos en A. Expandimos N como arriba. Entonces, la cardinalidad de B está acotada inferiormente como sigue:
{\displaystyle |B|\geq {\binom {n_{i}}{i-r}}+{\binom {n_{i-1}}{i-r-1}}+\ldots +{\binom {n_{j}}{j-r}}.}

### Formulación simplificada de Lovász
La siguiente formulación más débil, pero también bastante útil y se atribuye a László Lovász (1993). Sea A un conjunto de subconjuntos de tamaño i de un conjunto fijo U ("el universo"), y sea B el conjunto de todos los subconjuntos de A de tamaño {\displaystyle (i-r)}. Si  tenemos que U = {\displaystyle {\binom {x}{i}}}, entonces {\displaystyle |B|\geq {\binom {x}{i-r}}}.
En esta formulación, x no necesariamente es un entero. El valor de la expresión binomial es .{\displaystyle {\binom {x}{i}}={\frac {x(x-1)\dots (x-i+1)}{i!}}}

## Ingredientes de la prueba
Para todo entero positivo i, enlistamos todos los subconjuntos de tamaño i de {\displaystyle \mathbb {N} }, el conjunto de los  números naturales, dados por {\displaystyle \{a_{1},a_{2},\ldots ,a_{n}\}} con {\displaystyle a_{1}<a_{2}<\ldots <a_{n}} en orden colexicográfico. Por ejemplo, para i = 3, la lista empieza con
{\displaystyle 123,124,134,234,125,135,235,145,245,345,\ldots .}
Dado un vector {\displaystyle f=(f_{0},f_{1},...,f_{d-1})} cuyos componentes son enteros positivos, sea Δf el subconjunto del conjunto potencia 2N que consta del conjunto vacío, junto con los primeros {\displaystyle f_{i-1}} subconjuntos de tamaño i de {\displaystyle \mathbb {N} } en la lista para {\displaystyle i=1,\ldots ,d}. Entonces, las siguientes condiciones son equivalentes:
1. El vector f es el f-vector de un complejo simplicial Δ.
2. Δf es un complejo simplicial.
3. {\displaystyle f_{i}\leq f_{i-1}^{(i)},\quad 1\leq i\leq d-1.}

La implicación más compleja de probar es {\displaystyle 1\Rightarrow 2}.

## Historia
El teorema está nombrado después de que Joseph Kruskal y Gyula O. H. Katona, quienes publicaron su resultado en los años 1963 y 1968, respectivamente.
Según Le y Römer (2019), fue descubierto independientemente por Kruskal (1963), Katona (1968), Marcel-Paul Schützenberger (1959), Harper (1966), y Clements y Lindström (1969).
Donald Knuth (2011) escribe que la más temprana de estas referencias, por Schützenberger, tiene una prueba incompleta.